# Emilian von Żernicki-Szeliga

Emilian von Żernicki des Wappens Szeliga

Emilian Edmund von Żernicki-Szeliga (* 3. Mai 1826 in Thorn; † 24. November 1910 in Pankow bei Berlin) war ein preußischer Armee- und Polizeioffizier, sowie als Pensionär auch Heraldiker, Genealoge und Publizist.

## Leben

### Herkunft
Emilian entstammte der pommerellischen Linie des Adelsgeschlechts Żernicki-Szeliga. Seine Eltern waren der preußische Hauptmann a. D., Steuereinnehmer und Direktor des Grenzzollamts Schittno, sowie Erbherr auf Rubinkowo und Biskupice, Antoni von Żernicki-Szeliga (1783–1836) und Emilie von Kolbe († 1826).

### Werdegang
Żernicki-Szeliga diente zunächst in der preußischen Armee. Seine Ausbildung erfuhr er im Kadettenhaus Berlin, von wo er als Sekondeleutnant am 9. August 1842 an das 25. Infanterie-Regiment überwiesen wurde. Dort schied er am 16. Oktober 1845 aus, nahm aber seinen Dienst am 27. August 1846 beim 4. Landwehr-Regiment im Rang eines Sekondeleutnant wieder auf. Von 1847 bis 1850 blieb er beim 4. Landwehr-Regiment. Am 17. Oktober 1850 wurde er in das 18. Infanterie-Regiment versetzt, von wo er am 4. Januar 1853 aus der Armee ausschied. Hiernach wurde er Chef der Reise-Polizei und quittierte schließlich den Dienst als Polizeihauptmann. Als Pensionär ohne geschichtliche Ausbildung widmete sich Żernicki-Szeliga publizistisch der Heraldik und dem polnischen Adel und seiner Geschichte. Im Ergebnis konnte er durch seine Publikationen mehrere in Deutschland viel beachtete Werke zum Thema beisteuern. Er lebte 1908 in Berlin-Pankow, Parkstraße 11. 
Das Erbbegräbnis seiner Familie, einschließlich seiner eigenen Ruhestätte befindet sich auf dem Friedhof Pankow II.

### Auszeichnungen
- Orden zum Heiligen Michael IIIa. Klasse
- Roter Adlerorden IV. Klasse
- Kronenorden III. Klasse
- Eisernes Kreuz II. Klasse
- Erinnerungskreuz für 1866
- Orden der Krone von Italien IV. Klasse
- Orden der Eisernen Krone III. Klasse
- Russischer Sankt-Stanislaus-Orden II. Klasse
- Orden des Heiligen Wladimir IV. Klasse

### Familie
Żernicki-Szeliga vermählte sich in Berlin-Pankow mit der gebürtigen Stendalerin Adelheid Eisenhart (1831–1895). Aus der Ehe ging der Sohn Ignacy (Ignaz) von Żernicki-Szeliga (* 1854) hervor, der später als Hauptmann und Kompaniechef im Garde-Pionier-Bataillon diente. Er verheiratete sich 1884 mit Olga von Wysiecka (* 1863).

## Werke
- Der polnische Adel und die demselben hinzugetretenen andersländischen Adelsfamilien, General-Verzeichniss, 2 Bände, Verlag Henri Grand, Hamburg 1900.
- Die polnischen Stammwappen, ihre Geschichte und ihre Sagen, Verlag Henri Grand, Hamburg 1900. (Digitalisat)
- Geschichte des polnischen Adels: Nebst einem Anhange: Vasallenliste des 1772 Preussen huldigenden polnischen Adels in Westpreussen, Verlag Henri Grand, Hamburg 1905.
- Der polnische Klein-Adel im 16. Jahrhundert, nebst einem Nachtrage zu „Der polnische Adel und die demselben hinzugetretenen andersländischen Adelsfamilien“ und dem Verzeichnis der in den Jahren 1260-1400 in das Ermland eingewanderten Stammpreussen, Mit einem Bildnis des Verfassers in Kupferdruck, Verlag Henri Grand, Hamburg 1907. (Digitalisat)